# Handmade
Handmade è il primo album di Hindi Zahra registrato in studio nel 2010. In seguito è stata realizzata un'edizione Deluxe nel 2011, che include anche tracce inedite in versione unplugged.

## Tracce

### Handmade(2010)
1. Beautiful Tango - 3:58
2. Oursoul - 3:18
3. Fascination - 3:39
4. Set Me Free - 4:04
5. Kiss & Thrills - 3:51
6. At the Same Time - 3:23
7. Imik Si Mik - 3:53
8. Stand Up - 4:40
9. Music - 3:49
10. Don't Forget - 3:47
11. Old Friends - 3:02

### Handmade Deluxe edition(2011)
1. Ahiawa (Unplugged)
2. The Man I Love (Unplugged)
3. Beautiful Tango (Unplugged)
4. Oursoul (Unplugged)
5. He Needs Me (Unplugged)
6. Don't Forget (Unplugged)